# 桑島 (法羅群島)
桑岛是法罗群岛的一个岛屿，位于斯特勒姆岛以南。该岛总面积125平方公里（48平方英里），居该群岛第5位。总人口1,248（2021年1月），居法罗群岛第6位。桑岛所在经纬度为61°51′N 6°47′W。岛上的居民点有斯科彭等。